# 區百齡
區百齡（英語：Au Bak Ling，1928年5月13日—2019年4月20日），出生於香港，原籍廣東新會。他是香港出版商、企業家，齡記集團創辦人。

## 生平
1943年，年僅15歲的區百齡創辦了齡記書店。此後，他還創辦過齡記出版有限公司、麒麟書店有限公司、當代文化事業公司、英國華樂教育出版有限公司、英國百利書業有限公司、英國河源出版公司等多家書業、出版機構。他曾任香港教育出版商協會會長、香港書籍文具業公會理事長、香港青年協會會長等職。1965年出任東華三院總理。在文化出版事業外，區百齡也涉足房地產、貿易等諸多業務，並曾在加拿大興建名爲“區家鎮”（Auguston）的新城鎮。
區百齡也是一位藝術品收藏家，尤以其瓷器收藏而聞名。1981年，他以380萬港元於香港蘇富比購得一只仇焱之舊藏的成化鬥彩雞缸杯。1992年，他以154萬美元於紐約佳士得購得史蒂芬·瓊肯三世（Stephen Junkunc III）舊藏的一件汝窯盤。1998年，他精選了100件瓷器藏品在英國倫敦皇家藝術研究院展出。
2019年4月20日，區百齡於香港家中逝世，終年92歲。